# Derolus gyllenhalii
Derolus gyllenhalii es una especie de escarabajo longicornio del género Derolus, tribu Cerambycini, subfamilia Cerambycinae. Fue descrita científicamente por Fåhraeus en 1872.

## Descripción
Mide 17-29 milímetros de longitud.

## Distribución
Se distribuye por Botsuana, Kenia, Malaui, Mozambique, Tanzania, Zambia y Zimbabue.